# Yamaha YZ-F
La YZ-F è una motocicletta con motore a quattro tempi prodotta dalla casa giapponese Yamaha.
Nel corso degli anni è stata disponibile nelle cilindrate 250, 400, 426 e 450 cm³.

## Cilindrate
250
Disponibile dal 2001. Nel 2006 venne adoperato un telaio in doppio trave d'alluminio al posto del precedente tubolare in acciaio e ridisegnato nel 2010,
il motore viene aggiornato, in modo da migliorare il tiro a regimi più bassi, inoltre viene rivisto il cambio nella terza e quarta marcia.
Nel 2011 la moto viene rivista nelle plastiche ed il serbatoio viene ridotto a 6,4 litri.
400
Disponibile dal 1998 al 1999, sostituita dalla 426 nel 2000.
426
Disponibile dal 2000 al 2002, a sua volta sostituita dalla 450 nel 2003.
450
Disponibile dal 2003, nel 2006 venne adoperato un telaio in doppio trave d'alluminio al posto del precedente tubolare in acciaio e ridisegnato nel 2010, si passa dal carburatore all'iniezione elettronica. Il motore viene rivisto: oltre a cambiare misure passa dalla inclinazione anteriore a quella posteriore; le valvole d'aspirazione non sono più 3 e posteriori, ma 2 e anteriori, con l'airbox anteriore, che costringe ad allungare il serbatoio. Inoltre lo scarico diventa meno esposto, dato che rimane protetto dal telaietto.